# María de Salinas

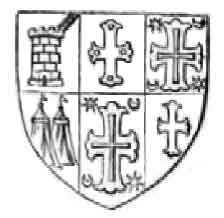
Wappen der Familie Salinas

María de Salinas, Baroness Willoughby de Eresby, (* um 1490; † zwischen 7. und 20. Mai 1539) war eine spanische Adelige und eine enge Vertraute und Hofdame Königin Katharinas von Aragón. Als diese 1501 den englischen Thronfolger Arthur heiratete, kam Maria in ihrem Gefolge mit nach England und blieb dort für den Rest ihres Lebens. Am bekanntesten ist sie dafür, dass sie 1536 entgegen königlichem Befehl zu der todkranken Katharina von Aragon eilte, die dann in ihren Armen starb.
Sie ist die Mutter von Katherine Willoughby, 12. Baroness Willoughby de Eresby.

## Leben

### Herkunft und Ankunft in England
Wann María de Salinas geboren wurde, ist nicht bekannt. Zudem ist strittig, wer ihre Eltern waren. Sie war entweder die Tochter von Juan de Salines und Inez Albornos, in welchem Fall sie einen Bruder namens Alphonse und eine Schwester namens Inez gehabt hätte. Oder sie war die Tochter von Juans Bruder, Martín de Salinas, und der Josepha Gonzáles de Salas, die Angestellte und angeblich auch Verwandte der königlichen Familie von Kastilien waren. Unter Umständen waren ihre Vorfahren sogenannte Conversos, Juden, die zum Christentum konvertiert waren.
Unklar ist auch, wann genau María nach England kam. Sie wird im Jahr 1500 in der Haushaltsliste Katharinas von Aragon nicht erwähnt, könnte aber zu den spanischen Damen gehört haben, die im März 1501 dem Haushalt hinzugefügt wurden, um ihn zu vergrößern. In dem Fall hätte sie die Prinzessin später im Jahr für ihre Hochzeit mit Arthur Tudor, Prince of Wales (deutsch: Fürst von Wales), nach England begleitet. Die Historikerin Retha Warnicke hält es für unwahrscheinlich, dass María später in Katharinas Haushalt aufgenommen wurde, da der Prinz bereits 1502 starb und die junge Witwe sich danach in großen finanziellen Schwierigkeiten befand. Biografen Katharinas von Aragon vermuten ihre Ankunft dagegen erst zwischen 1502 und 1509, als sie im Trauerzug bei der Beerdigung König Heinrich VII. auftauchte.

### Hofdame Katharinas

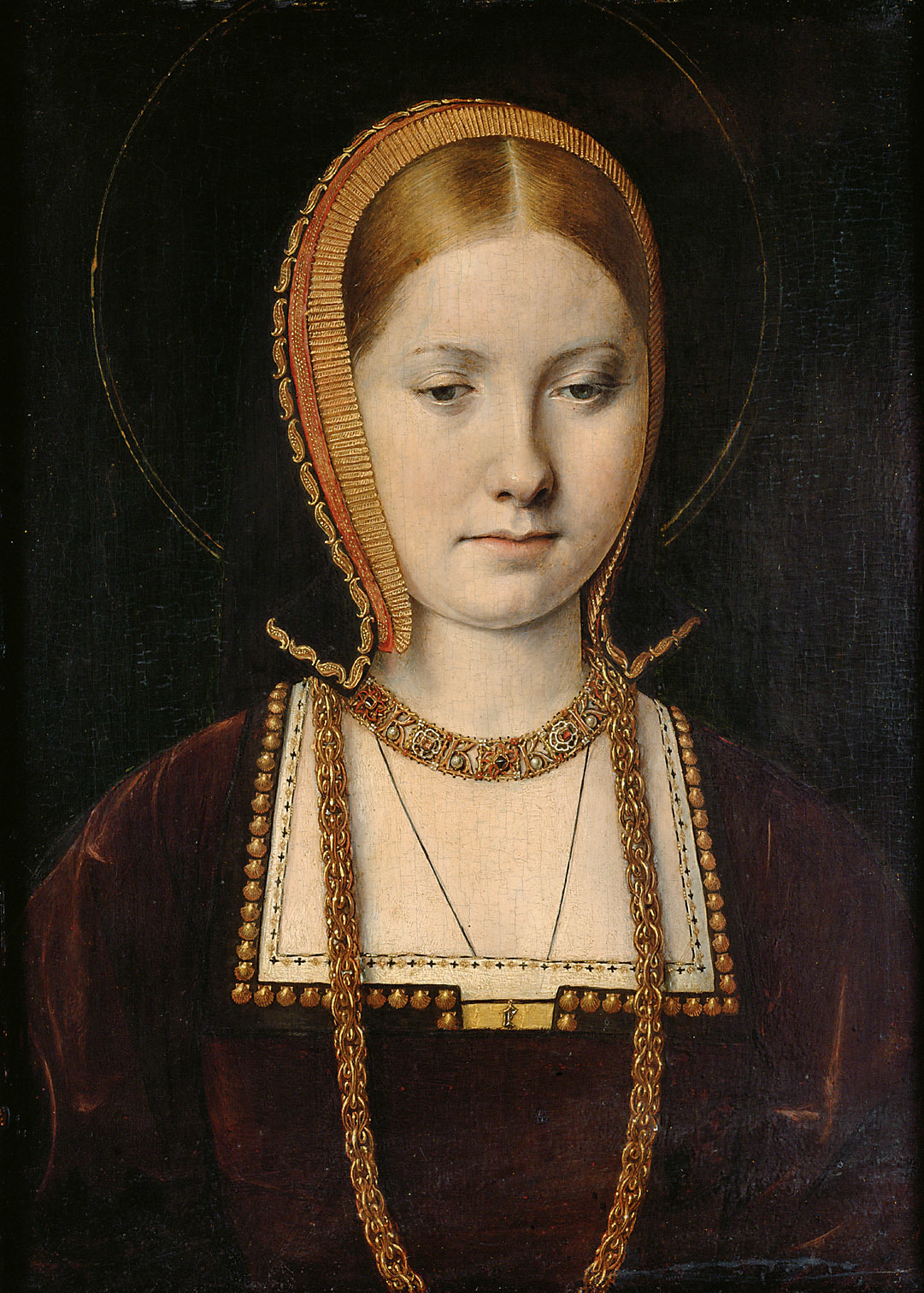
Katharina von Aragón als junge Witwe, ca. 1503

Die Hofdame und ihre Herrin standen sich sehr nahe, es hieß, María wurde von Katharina mehr geliebt „als jeder andere Sterbliche“ und hatte ihr „in den Stunden der Not“ während der sieben Jahre ihrer Witwenschaft stets Trost gespendet. Marías Einfluss auf sie war so groß, dass der spanische Botschafter sich darüber beschwerte. Nachdem Katharina 1509 Arthurs jüngeren Bruder Heinrich geheiratet hatte und Königin von England geworden war, schrieb er: „Die wenigen Spanier, die sich noch in ihrem Haushalt befinden, ziehen es vor, Freunde der Engländer zu sein, und vernachlässigen ihre Pflichten als Untertanen des Königs von Spanien. Den schlimmsten Einfluss auf die Königin übt Doña María de Salinas aus.“
Der Botschafter warf María vor, die Königin zu seinen Ungunsten zu beeinflussen, weil sie ihren Verwandten Juan Adursa, einen Händler in Flandern, in seinen Bestrebungen unterstützte, Schatzmeister des Prinzen von Kastilien an dessen Hof zu werden. Er behauptete, dass dessen Freund Juan Manual, ein kastilischer Exilant und Erzfeind des Königs von Spanien, durch María und ihn die Königin derart beeinflusse, dass er keinerlei Vorteile daraus ziehen konnte, dass die englische Königin eine Spanierin war.
María ermutigte die Königin, sich schnell an die Gepflogenheiten ihrer neuen Heimat anzupassen, um die Liebe des Königs zu erlangen. Die beiden Frauen begingen nicht den Fehler unter sich zu bleiben, wie viele ausländische Prinzessinnen und deren Gefolge es taten; sie lernten Englisch zu sprechen, trugen englische Kleidung und selbst ihre Namen Catalina und María waren zu Catherine und Mary anglisiert worden.

### Lady Willoughby
Wie zuvor schon ihre Herrin heiratete auch María in eine englische Familie ein. Nachdem sie im Mai 1516 offiziell eingebürgert worden war, ehelichte sie am 5. Juni in Greenwich William Willoughby, 10. Baron Willoughby de Eresby, als dessen zweite Frau. Der König befand es für „sehr wünschenswert, dass spanische und englische Familien durch Familienbande vereint werden sollten“, er verlieh dem Paar anlässlich der Hochzeit das Anwesen Grimsthorpe in Lincolnshire, machte ihnen ein Geldgeschenk von 6 Shilling 8 Pence und die Königin stattete María mit einer Mitgift von 1100 Mark aus. Charles Brandon, 1. Duke of Suffolk, für dessen kleine Tochter Mary María 1511 Taufpatin gewesen war, diente als Belehnter für ihr Wittum.
Die Willoughbys standen hoch in der Gunst des Königspaares, 1522 nannte der König sogar eines seiner Kriegsschiffe Mary Willoby. Die neue Baroness wurde bald auch Mutter von drei Kindern, zwei Söhne und eine Tochter. Ihr älterer Sohn wurde nach seinem Taufpaten, dem König, Henry genannt und ihr jüngerer Sohn eventuell nach dem französischen König Francis. Die beiden Jungen starben jedoch sehr früh, nur ihre Tochter Katherine, für die die Königin Taufpatin und Namensgeberin war, überlebte.
María diente auch als verheiratete Frau weiter als Katharinas Hofdame und begleitete sie 1520 zum Feld des Güldenen Tuches in Frankreich, anlässlich des monumentalen Friedenstreffens des englischen und französischen Königs.

### Witwenschaft und Erbstreit
Marías Mann starb nach nur zehn Jahren Ehe im Oktober 1526 und es brach sofort ein Erbstreit aus. William Willoughbys erste Ehe mit Mary Hussey war kinderlos geblieben, weswegen er zunächst seinen jüngeren Bruder, Sir Christopher Willoughby, zu seinem Erben ernannt und ihm einige Ländereien übertragen hatte. Sir Christophers Versuche, ihn um einige Anwesen in Suffolk zu betrügen, verärgerten ihn jedoch, so dass er bei seiner Heirat mit María die Ländereien, die eigentlich an Sir Christopher gehen sollten, María als Teil ihres Wittums versprach. In seinem Testament ignorierte er seinen Bruder vollkommen und vererbte alles seiner Tochter Katherine, die nach geltendem Recht auch Erbin der Baronie Willoughby de Eresby war.
Sofort nach Lord Willoughbys Tod machte aber Sir Christopher seinen Anspruch auf die Baronie und die dazugehörigen Ländereien geltend, indem er mit seinen Dienern und einigen lokalen Gentlemen gewaltsam das Gut Eresby besetzte, wo sich die Unterlagen befanden, die den Anspruch seiner Nichte bekräftigten. Lady Willoughby konterte, indem sie sich auf Gut Parham festsetzte und dort die Familienerbstücke unter ihre Kontrolle brachte.
Es folgte ein langwieriger Rechtsstreit, der in Teilen noch bis 1565 anhielt und vor dem Star-Chamber-Gericht und dem Ausgleichsgericht Court of Chancery ausgetragen wurde. Katharina von Aragon unterstützte ihre Hofdame in diesem Rechtsstreit nach besten Kräften, sie schickte Briefe an Kardinal Thomas Wolsey, um Sir Christopher von Parham fernzuhalten, doch auf lange Sicht war sie machtlos, da ihr eigener Stern im Sinken begriffen war.

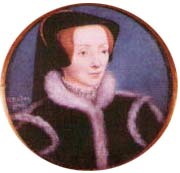
Miniaturporträt von Marías Tochter Katherine, ca. 1541

Lady Willoughby verlor zudem die Vormundschaft für ihre Tochter, da diese per Gesetz nach dem Tod ihres Vaters an die Krone fiel und dann von Charles Brandon gekauft wurde. Katherine lebte fortan bei der Familie ihres neuen Vormundes, der sie mit seinem Sohn verlobte.
Vermutlich fand diese Verlobung allerdings Marías Zustimmung. Sie hatte langjährige Verbindungen zu Brandon und da er als potentieller Schwiegervater ihrer Tochter großes Interesse daran hatte, Katherines Erbe zu erhalten und außerdem im Star Chamber-Gericht saß, fand sie in ihm einen einflussreichen Verbündeten. Er verklagte Sir Christopher für Lady Willoughby und als er nach dem Tod seiner Frau 1533 Katherine selbst heiratete, nutzte er anschließend seine Freundschaft mit dem König, um eine endgültige Regelung im Erbschaftsstreit seiner neuen Frau zu erwirken. In einem Parlamentsakt von 1536 erhielten María und ihre Tochter schließlich neun Anwesen in Lincolnshire und die Baronie Willoughby de Eresby.

### Tod Katharinas von Aragon
María war bis zuletzt eine hingebungsvolle Freundin und Dienerin Katharinas. Sie blieb in ihrem Dienst und unterstützte sie während der langen Jahre des Scheidungsprozesses und der anschließenden Verbannung der Ex-Königin vom Hof. Lady Willoughby begleitete Katharina im Juni 1529 zum päpstlichen Tribunal, das über die Rechtmäßigkeit ihrer Ehe entscheiden sollte und blieb demonstrativ der Krönung der neuen Königin vier Jahre später fern. Als 1533 ihr Haushalt auf wenige Personen reduziert wurde, musste María ihre Herrin verlassen, doch auch danach schrieb sie Katharina weiter Briefe und diente ihr als Mittlerin zum spanischen Botschafter Eustace Chapuys und zu Thomas Cromwell, 1. Earl of Essex. Obwohl dies äußerst gefährlich war, übermittelte sie ihr außerdem Neuigkeiten über ihre Tochter Prinzessin Maria, der es verboten war mit ihrer Mutter zu kommunizieren.
Gegen Ende des Jahres 1535 lag Katharina in ihrer Verbannung auf Schloss Kimbolton im Sterben. „Ich hörte, meine Herrin ist wieder sehr schwer krank,“ schrieb María an Minister Cromwell und bat ihn zum wiederholten Male dringend um eine Besuchserlaubnis, „bevor Gott sie zu sich holt, denn anders kann es nicht sein.“ Da Cromwell ihr nicht half und ihr klar war, dass sie Katharina sonst nie wieder sehen würde, ritt Lady Willoughby schließlich ohne Erlaubnis nach Kimbolton. Am Neujahrsmorgen 1536 gegen sechs Uhr stand sie sichtlich aufgewühlt vor der Tür des Schlosses und bat um Einlass, weil das Wetter so schlecht war und sie eine Meile entfernt vom Pferd gefallen sei. Ob sie nicht hereinkommen und angesichts ihres Sturzes ein wenig am Feuer sitzen könne? Sie wollte auch unbedingt Katharina sehen. Der Wächter, Sir Edmund Bedingfield, der den Zugang zu Katharina streng überwachte, hatte Mitleid, verlangte aber dennoch ihre Besuchserlaubnis. Lady Willoughby erklärte, sie würde die Erlaubnis am nächsten Morgen vorlegen und Sir Edmund gab nach. „Seitdem haben wir sie nicht mehr gesehen, noch ihre Erlaubnis hierher zu kommen,“ beschwerte er sich später, denn Lady Willoughby war sofort nach ihrer Ankunft zu Katharina geschmuggelt worden.
Sie blieb, bis Katharina sechs Tage später in ihren Armen starb. Sie und ihre Tochter waren auch bei ihrer Beerdigung anwesend.

## Tod
María de Salinas starb zwischen dem 7. und 20. Mai 1539. Es ist nicht bekannt, wo sie ihre letzte Ruhestätte fand, nach ihrem Tod verbreitete sich aber die Legende, sie sei zusammen mit Katharina von Aragon in der Peterborough Abbey bestattet worden.

## Nachkommen
- Katherine Willoughby, 12. Baroness Willoughby de Eresby, (1519/20–1580)
- Henry Willoughby, früh verstorben
- Francis Willoughby, früh verstorben